# أليسوم سيربيليفوليوم (نبات)
السرمق الزعترى، أو نبات الأليسون (الاسم العلمي: Alyssum serpyllifolium) هو نوع من النباتات المزهرة ينتمي إلى عائلة الكرنبية، موطنه الأصلي منطقة البحر الأبيض المتوسط الغربية. هذا النبات متكيف مع التربة السربنتينية. توصي الجمعية الملكية البستانية بزراعته في الحدائق الصخرية.

## الوصف
لون الزهور أصفر مع سيقان خضراء. يتكون من أوراق على شكل رمح ويحتاج إلى تربة جافة ومصفاة جيدًا. يُستخدم هذا النبات غالبًا لمراقبة العلاقة بين النباتات مفرطة الامتصاص التي تخزن وتمتص المعادن في أنسجتها، والنباتات غير مفرطة الامتصاص. إذ كانت التربة ملوثة بتركيزات عالية من المعادن، فمن المرجح أن يكون ذلك بسبب تجوية الصخور المعدنية أو نتيجة للتصنيع. أدى اكتشاف قدرات النبات إلى تسهيل عملية إزالة السموم من التربة النباتية الناجمة عن تجوية الصخور المعدنية أو التصنيع.

## التوزيع
ينتمي هذا النبات إلى عائلة الكرنبية ويوجد في جنوب غرب أوروبا. يُعثر على السرمق الزعتري بشكل رئيسي في شبه الجزيرة الإيبيرية، شمال شرق البرتغال، وإسبانيا.

## إزالة التلوث النباتي
أحد الخصائص التي طورها هذا النبات هي التكيف مع تربته التي تحتوي على تركيز عالٍ من المعادن. يعتبر هذا النبات من النباتات مفرطة الامتصاص للمعادن (النباتات التي يمكنها تحمل كميات كبيرة من المعادن داخل نظامها). تم استخدام هذا النبات في تجربة لإزالة التلوث النباتي لامتصاص التربة الملوثة بالمعادن. أحد أشكال إزالة التلوث النباتي هو استخراج المعادن، الذي يزيل المعادن من التربة الملوثة عن طريق امتصاص المعادن عبر الجذور. لديه القدرة على امتصاص تركيزات عالية من المعادن. هذا النوع من النبات هو مفرط الامتصاص للنيكل، حيث يمتص بشكل رئيسي مستويات عالية من النيكل بسبب الصخور فائقة المافيك الموجودة في بيئته 
.